# اوزين فريدون (مقاطعة غيلانغرب)
اوزين فريدون (بالفارسية: اوزین فری دون) هي قرية تقع في منطقة مركزية ريفية في إيران. يقدر عدد سكانها بـ 25 نسمة بحسب إحصاء 2016.